# PK-35 Vantaa (femminile)
Il PK-35 Vantaa è una squadra di calcio femminile finlandese di Vantaa, facente parte, a livello societario, dell'omonimo club maschile. La squadra ha vinto sette campionati in nove anni dal 2010 al 2018.

## Storia
La squadra di calcio femminile fu avviata nel 1982 come Pallokerho-35 e nei primi venti anni disputò le serie inferiori del campionato finlandese, raggiungendo la Naisten Ykkönen, la seconda serie. Nel 2009, così come la squadra maschile, cambiò denominazione in PK-35 Vantaa e venne trasferita da Helsinki a Vantaa. Nello stesso anno conquistò la promozione diretta in Naisten Liiga. Nel 2010 alla prima stagione in Naisten Liiga il PK-35 Vantaa, con Pauliina Miettinen alla guida della squadra, vinse il campionato per la prima volta nella sua storia, distanziando di soli due punti l'HJK. La vittoria del campionato diede al PK-35 Vantaa l'accesso alla UEFA Women's Champions League 2011-2012, partendo dalla prima fase a gironi. L'esordio avvenne l'11 agosto 2011 con la vittoria per 10-0 sulla compagine albanese dell'Ada Velipojë. Il PK-35 Vantaa vinse il girone che aveva ospitato a Vantaa e nei sedicesimi di finale affrontò le spagnole del Rayo Vallecano da cui fu eliminato. Nel 2011 si confermò al vertice della Naisten Liiga, vincendo il campionato con un punto di vantaggio sull'HJK e due sull'Honka. Nello stesso anno vinse la sua prima Naisten Suomen Cup, la coppa nazionale finlandese. Nel 2012 riuscì a ripetere l'accoppiata campionato-coppa, mancandola nel 2013 quando vinse la coppa, ma terminò al secondo posto il campionato alle spalle dell'Åland United. Nel triennio 2014-2016 il PK-35 Vantaa tornò a vincere il suo quarto, quinto e sesto campionato nel giro di soli sette anni e in sette partecipazioni alla Naisten Liiga. Nelle edizioni della Champions League a cui partecipò grazie alle vittorie della Naisten Liiga riuscì sempre a superare la fase a gironi, senza però andare oltre i sedicesimi di finale.

## Palmarès
- Campionato finlandese: 7

2010, 2011, 2012, 2014, 2015, 2016, 2018
- Coppa di Finlandia: 4

2011, 2012, 2013, 2016

## Statistiche

### Risultati nelle competizioni UEFA
| Stagione | Competizione     | Fase                     | Avversario         | Risultato | Risultato | Risultato |
| Stagione | Competizione     | Fase                     | Avversario         | andata    | ritorno   | aggregato |
| -------- | ---------------- | ------------------------ | ------------------ | --------- | --------- | --------- |
| 2011-12  | Champions League | girone di qualificazione | Ada Velipojë       | 10-0      | 10-0      | 10-0      |
| 2011-12  | Champions League | girone di qualificazione | Slovan Bratislava  | 1-0       | 1-0       | 1-0       |
| 2011-12  | Champions League | girone di qualificazione | Unia Racibórz      | 1-1       | 1-1       | 1-1       |
| 2011-12  | Champions League | sedicesimi di finale     | Rayo Vallecano     | 1-4       | 0-3       | 1-7       |
| 2012-13  | Champions League | girone di qualificazione | Noroc              | 6-0       | 6-0       | 6-0       |
| 2012-13  | Champions League | girone di qualificazione | Osijek             | 1-3       | 1-3       | 1-3       |
| 2012-13  | Champions League | girone di qualificazione | Glasgow City       | 1-1       | 1-1       | 1-1       |
| 2012-13  | Champions League | sedicesimi di finale     | Olympique Lione    | 0-7       | 0-5       | 0-12      |
| 2013-14  | Champions League | girone di qualificazione | Biljanini Izvori   | 13-1      | 13-1      | 13-1      |
| 2013-14  | Champions League | girone di qualificazione | Pärnu              | 0-0       | 0-0       | 0-0       |
| 2013-14  | Champions League | girone di qualificazione | PAOK Salonicco     | 2-1       | 2-1       | 2-1       |
| 2013-14  | Champions League | sedicesimi di finale     | Birmingham City    | 0-3       | 0-1       | 0-4       |
| 2015-16  | Champions League | girone di qualificazione | Nové Zámky         | 9-0       | 9-0       | 9-0       |
| 2015-16  | Champions League | girone di qualificazione | Rīgas FS           | 9-0       | 9-0       | 9-0       |
| 2015-16  | Champions League | girone di qualificazione | Žytlobud-1 Charkiv | 2-1       | 2-1       | 2-1       |
| 2015-16  | Champions League | sedicesimi di finale     | FC Rosengård       | 0-2       | 0-7       | 0-9       |
| 2016-17  | Champions League | girone di qualificazione | Benfica            | 1-2       | 1-2       | 1-2       |
| 2016-17  | Champions League | girone di qualificazione | Newry City         | 2-0       | 2-0       | 2-0       |
| 2016-17  | Champions League | girone di qualificazione | Avaldsnes          | 0-2       | 0-2       | 0-2       |
| 2017-18  | Champions League | girone di qualificazione | Linfield           | 1-0       | 1-0       | 1-0       |
| 2017-18  | Champions League | girone di qualificazione | Shelbourne         | 0-0       | 0-0       | 0-0       |
| 2017-18  | Champions League | girone di qualificazione | Medyk Konin        | 1-2       | 1-2       | 1-2       |

## Organico

### Rosa 2017
Rosa come da sito ufficiale.
| N. |                      | Ruolo | Calciatrice      |
| -- | -------------------- | ----- | ---------------- |
| 1  | Finlandia (bandiera) | P     | Velma Oikarinen  |
| 3  | Finlandia (bandiera) | D     | Tiia Peltonen    |
| 6  | Finlandia (bandiera) | C     | Mimmi Nurmela    |
| 7  | Finlandia (bandiera) | C     | Olga Ahtinen     |
| 8  | Finlandia (bandiera) | C     | Vilma Väisänen   |
| 9  | Finlandia (bandiera) | A     | Netta Koso       |
| 10 | Finlandia (bandiera) | A     | Kaisa Collin     |
| 12 | Finlandia (bandiera) | P     | Henriikka Mäkelä |
| 13 | Finlandia (bandiera) | C     | Sanna Saarinen   |
| 14 | Finlandia (bandiera) | D     | Elina Salmi      |
| 15 | Finlandia (bandiera) | A     | Hanne Ojanperä   |
| 16 | Finlandia (bandiera) | D     | Selina Mustajoki |

| N. |                        | Ruolo | Calciatrice           |
| -- | ---------------------- | ----- | --------------------- |
| 17 | Finlandia (bandiera)   | C     | Mette Barck           |
| 18 | Finlandia (bandiera)   | C     | Ella Hopponen         |
| 19 | Finlandia (bandiera)   | A     | Ronja Ikonen          |
| 20 | Finlandia (bandiera)   | C     | Eva Nyström           |
| 21 | Finlandia (bandiera)   | C     | Tia-Maria Jaakonsaari |
| 22 | Finlandia (bandiera)   | C     | Ida Raustola          |
| 23 | Finlandia (bandiera)   | C     | Alina Kosunen         |
| 25 | Stati Uniti (bandiera) | C     | Ashley Riefner        |
| 26 | Finlandia (bandiera)   | D     | Roosa Toivanen        |
| 28 | Finlandia (bandiera)   | C     | Roosa Bröijer         |
| 32 | Finlandia (bandiera)   | P     | Emma Immonen          |
| 77 | Finlandia (bandiera)   | A     | Sanni Franssi         |

### Staff tecnico 2016
Staff tecnico come da sito ufficiale.
- Jari Väisänen - Allenatore
- Pasi Jaakonsaari - Vice-Allenatore
- Pasi Oikarinen - Vice-Allenatore
- Jouni Puttonen - Allenatore dei portieri
- Harry Sainio - Preparatore atletico